# Sjakie van de hoek
Sjakie van de hoek  is een Nederlands lied uit 1975, gezongen door Conny Vandenbos. Het nummer is een cover van Next-Door Neighbor's Kid van Jud Strunk uit 1973, dat voorzien werd van een Nederlandse tekst door Gerrit den Braber. Het nummer stond op Van dichtbij, het vierde album van Vandenbos.
De tekst gaat over een ondeugende, maar zeer goedhartige schooljongen genaamd Sjakie, die later soldaat wordt en omkomt in de oorlog. In het lied worden de herinneringen aan Sjakie opgehaald, met aan het eind de wens dat Sjakie's twee zoontjes niet hetzelfde lot zal wachten als hun vader.
Het nummer werd op single uitgebracht in oktober 1975 en stond zeven weken in de Nederlandse Top 40 waarbij de zevende plaats de hoogst behaalde was.
Vandenbos bracht in 1977 een Duitstalige versie van het liedje uit, getiteld "Jan von Nebenan", waarvoor de tekst aan de hand was van Ralf Dahmen.

## Hitnoteringen

### Nederlandse Top 40
| Hitnotering: 01-11-1975 t/m 13-12-1975 | Hitnotering: 01-11-1975 t/m 13-12-1975 | Hitnotering: 01-11-1975 t/m 13-12-1975 | Hitnotering: 01-11-1975 t/m 13-12-1975 | Hitnotering: 01-11-1975 t/m 13-12-1975 | Hitnotering: 01-11-1975 t/m 13-12-1975 | Hitnotering: 01-11-1975 t/m 13-12-1975 | Hitnotering: 01-11-1975 t/m 13-12-1975 | Hitnotering: 01-11-1975 t/m 13-12-1975 |
| Week                                   | 1                                      | 2                                      | 3                                      | 4                                      | 5                                      | 6                                      | 7                                      |                                        |
| -------------------------------------- | -------------------------------------- | -------------------------------------- | -------------------------------------- | -------------------------------------- | -------------------------------------- | -------------------------------------- | -------------------------------------- | -------------------------------------- |
| Positie                                | 23                                     | 13                                     | 8                                      | 7                                      | 7                                      | 16                                     | 32                                     | uit                                    |

### Nationale Hitparade
| Hitnotering: 08-11-1975 t/m 13-12-1975 | Hitnotering: 08-11-1975 t/m 13-12-1975 | Hitnotering: 08-11-1975 t/m 13-12-1975 | Hitnotering: 08-11-1975 t/m 13-12-1975 | Hitnotering: 08-11-1975 t/m 13-12-1975 | Hitnotering: 08-11-1975 t/m 13-12-1975 | Hitnotering: 08-11-1975 t/m 13-12-1975 | Hitnotering: 08-11-1975 t/m 13-12-1975 |
| Week                                   | 1                                      | 2                                      | 3                                      | 4                                      | 5                                      | 6                                      |                                        |
| -------------------------------------- | -------------------------------------- | -------------------------------------- | -------------------------------------- | -------------------------------------- | -------------------------------------- | -------------------------------------- | -------------------------------------- |
| Positie                                | 11                                     | 8                                      | 8                                      | 9                                      | 18                                     | 29                                     | uit                                    |

### NPO Radio 2 Top 2000
| Nummer met noteringen in de NPO Radio 2 Top 2000 | '99  | '00 | '01  | '02  | '03  | '04  | '05  | '06  | '07  | '08  |
| ------------------------------------------------ | ---- | --- | ---- | ---- | ---- | ---- | ---- | ---- | ---- | ---- |
| Sjakie van de hoek                               | 1636 | -   | 1362 | 1803 | 1725 | 1047 | 1291 | 1662 | 1532 | 1480 |

1. ↑  Een '-' betekent dat het nummer niet was genoteerd en een vetgedrukt getal geeft de hoogste notering aan.
2. ↑  Deze tabel is bijgewerkt tot en met de laatste editie (2024).